# NGC 1329
NGC 1329 è una vasta galassia a spirale situata nella costellazione dell'Eridano, a una distanza di circa 203 milioni di anni luce dalla nostra Via Lattea.

## Scoperta
La galassia è stata scoperta l'11 dicembre 1835 dall'astronomo britannico John Herschel.

## Descrizione
NGC 1329 ha una classe di luminosità I.